# Новате Миланезе
Нова̀те Миланѐзе (на италиански: Novate Milanese, на западноломбардски: Noàa, Ноаа) е град и община в Северна Италия, провинция Милано, регион Ломбардия. Разположен е на 146 m надморска височина. Населението на общината е 20 192 души (към 2013 г.).